# Integriranje pomoću Eulerove formule
Integracija pomoću Eulerove formule metoda je rješavanja integrala trigonometrijskih funkcija koje pomoću Eulerove formule pretvaramo u integrale eksponencijalnih funkcija. Ova metoda je često jednostavnija i brža u odnosu na metodu parcijalne integracije ili korištenje trigonometrijskih identiteta u svrhu pojednostavljenja integranda.

## Eulerova formula
Eulerova formula izražava da je:
{\displaystyle e^{ix}=\cos x+i\,\sin x.}
Nadomještajući −x za x nalazimo:
{\displaystyle e^{-ix}=\cos x-i\,\sin x.}
Na taj način možemo funkcije sin i cos prikazati kao:
{\displaystyle \cos x={\frac {e^{ix}+e^{-ix}}{2}}\quad {\text{i}}\quad \sin x={\frac {e^{ix}-e^{-ix}}{2i}}.}

### Primjer 1
Razmotrimo integral:
{\displaystyle \int \cos ^{2}x\,dx.}
Standardan način rješavanja bio bi prikaz cos2x u obliku (1+cos2x)/2, a u namjeri da se pojednostavi integrand. Ako se, međutim, koristi Eulerova formula, nalazimo:
{\displaystyle {\begin{aligned}\int \cos ^{2}x\,dx\,&=\,\int \left({\frac {e^{ix}+e^{-ix}}{2}}\right)^{2}dx\\[6pt]&=\,{\frac {1}{4}}\int \left(e^{2ix}+2+e^{-2ix}\right)dx\end{aligned}}}
Na ovom mjestu postoji mogućnost povrata u područje realnih brojeva koristeći pri tome jednakost:
e2ix + e−2ix = 2 cos 2x.  
Međutim, postoji i mogućnost integracije eksponencijalne funkcije s imaginarnim eksponentima i transformacija u područje trigonometrijskih funkcija iza integracije:
{\displaystyle {\begin{aligned}{\frac {1}{4}}\int \left(e^{2ix}+2+e^{-2ix}\right)dx\,&=\,{\frac {1}{4}}\left({\frac {e^{2ix}}{2i}}+2x-{\frac {e^{-2ix}}{2i}}\right)+C\\[6pt]&=\,{\frac {1}{4}}\left(2x+\sin 2x\right)+C\end{aligned}}}
Ovo je, naravno, jednostavan primjer gdje i nije bilo teško primijeniti uobičajenu zamjenu trigonometrijskim identitetom. U prilikama gdje zamjena nije evidentna, upotreba Eulerove formule može biti od očite prednosti.

### Primjer 2
Razmotrimo integral:
{\displaystyle \int \sin ^{2}x\cos 4x\,dx.}
Ovdje bi nalaženje trigonometrijskog identiteta koji bi pojednostavio integrand bilo izrazito teška. Koristeći, međutim, Eulerovu formula, nalazimo:
{\displaystyle {\begin{aligned}\int \sin ^{2}x\cos 4x\,dx\,&=\,\int \left({\frac {e^{ix}-e^{-ix}}{2i}}\right)^{2}\left({\frac {e^{4ix}+e^{-4ix}}{2}}\right)dx\\[6pt]&=\,-{\frac {1}{8}}\int \left(e^{2ix}-2+e^{-2ix}\right)\left(e^{4ix}+e^{-4ix}\right)dx\\[6pt]&=\,-{\frac {1}{8}}\int \left(e^{6ix}-2e^{4ix}+e^{2ix}+e^{-2ix}-2e^{-4ix}+e^{-6ix}\right)dx.\end{aligned}}}
Na ovom mjestu možemo provesti neposrednu integraciju ili najprije transformirati izraz u područje trigonometrijskih funkcija pa tek tada provesti integraciju. Oba načina na kraju daju:
{\displaystyle \int \sin ^{2}x\cos 4x\,dx\,=\,-{\frac {1}{24}}\sin 6x+{\frac {1}{8}}\sin 4x-{\frac {1}{8}}\sin 2x+C.}

## Korištenje realnog dijela Eulerove formule
Razmotrimo integral:
{\displaystyle \int e^{x}\cos x\,dx.}
kako je cos x realni dio funkcije eix, znamo da je:
{\displaystyle \int e^{x}\cos x\,dx\,=\,\operatorname {Re} \int e^{x}e^{ix}\,dx.}
Integral na desnoj strani jednakosti lako je vrednovati:
{\displaystyle \int e^{x}e^{ix}\,dx\,=\,\int e^{(1+i)x}\,dx\,=\,{\frac {e^{(1+i)x}}{1+i}}+C.}
Na taj način možemo zapisati, redom:
{\displaystyle {\begin{aligned}\int e^{x}\cos x\,dx\,&=\,\operatorname {Re} \left\{{\frac {e^{(1+i)x}}{1+i}}\right\}+C\\[6pt]&=\,e^{x}\operatorname {Re} \left\{{\frac {e^{ix}}{1+i}}\right\}+C\\[6pt]&=\,e^{x}\operatorname {Re} \left\{{\frac {e^{ix}(1-i)}{2}}\right\}+C\\[6pt]&=\,e^{x}\,{\frac {\cos x+\sin x}{2}}+C.\end{aligned}}}

## Racionalni izrazi
Ova metoda se može općenito koristiti pri vrednovanju bilo kojeg izraza koji uključuje trigonometrijske funkcije. Na primjer, razmotrimo integral:
{\displaystyle \int {\frac {1+\cos ^{2}x}{\cos x+\cos 3x}}\,dx.}
Primjenjujući Eulerovu formula, ovaj integral postaje
{\displaystyle {\frac {1}{2}}\int {\frac {6+e^{2ix}+e^{-2ix}}{e^{ix}+e^{-ix}+e^{3ix}+e^{-3ix}}}\,dx.}
Primijenimo li sada supstituciju:
u = eix, nalazimo integral racionalne funkcije:
{\displaystyle {\frac {1}{2}}\int {\frac {6+u^{2}+u^{-2}}{u+u^{-1}+u^{3}+u^{-3}}}\,{\frac {du}{iu}}\,=\,{\frac {1}{2i}}\int {\frac {1+6u^{2}+u^{4}}{1+u^{2}+u^{4}+u^{6}}}\,du.}
U tom smislu je svaka racionalna funkcija integrabilna uz primjenu parcijalnih razlomaka u integraciji, gdje na taj način možemo integrirati bilo koji racionalni izraz koji uključuje trigonometrijske funkcije.